# 굴거리나무
굴거리나무 또는 굴거리는 굴거리나무과의 상록 활엽소교목으로 학명은 Daphniphyllum macropodum이다.

## 분포
한국·중국·일본·타이완 등지에 분포하는 상록 활엽소교목으로 높이 7-10m이다.

## 특징
작은가지는 굵고 녹색이지만 어린가지는 붉은빛이 돈다. 잎은 타원형으로 어긋나고 가지 끝에 모여서 달리며 길이 12-20cm이고 표면은 진한 녹색, 뒷면은 회백색이다. 꽃은 1가화로 5-6월에 피는데 녹색이 돌고 꽃덮이가 없다. 또한 잎겨드랑이에서 나온 길이 2.5cm 정도의 총상꽃차례를 이룬다. 수꽃에는 8-10개의 수술이 있고 암꽃에는 둥근 씨방에 2개의 암술대가 있으며 씨방 밑에 퇴화된 수술이 있다. 열매는 긴 타원형이고 10-11월에 검은 자주색으로 익는다. 한방에서는 잎과 줄기 껍질을 습성 늑막염·복막염·이뇨에 쓰며, 민간에서는 끓인 즙을 구충제로 쓴다. 정원수로도 많이 심는다.